# Acrostichum yunnanense
Acrostichum yunnanense là một loài thực vật có mạch trong họ Pteridaceae. Loài này được Baker mô tả khoa học đầu tiên năm 1898.